# Салин, Виктор Яковлевич
Виктор Яковлевич Салин (27 октября 1924 — 12 октября 1991) — слесарь-сборщик производственного объединения «Новосибирский приборостроительный завод» министерства оборонной промышленности СССР, Герой Социалистического Труда (1977).

## Биография
Родился в 1924 году в селе Кечасово, ныне Краснооктябрьского района Нижегородской области в крестьянской семье. Трудовую деятельность начал в 1939 году. Работать пошёл на приборостроительный завод в городе Красногорске. 
В начале Великой Отечественной войны завод эвакуировали в Новосибирск, где установили и наладили процесс выпуска военной продукции. В частности, выпускались прицепы для военной техники. В годы перестройки наладили выпуск продукции народного хозяйства. 
Общий трудовой стаж на этом заводе у Салина составил более 50 лет. Работал слесарем-сборщиком, постоянно перевыполнял план-задание. 
Указом Президиума Верховного Совета СССР от 22 июля 1977 года (закрытым) за достижение высоких показателей в производстве Виктору Яковлевичу Салину присвоено звание Героя Социалистического Труда с вручением ордена Ленина и медали «Серп и Молот».  
Проживал в Новосибирске. Умер 12 октября 1991 года. Похоронен на Заельцовском кладбище в Новосибирске.

## Награды
За трудовые успехи был удостоен:
- золотая звезда «Серп и Молот» (22.07.1977)
- орден Ленина (22.07.1977)
- Орден Октябрьской Революции (26.04.1971)
- другие медали.